# 왕궁초등학교
왕궁초등학교는 대한민국 전북특별자치도 익산시 왕궁면 흥암리에 있는 공립 초등학교이다.

## 학교 연혁
- 1925년 11월 5일 왕궁공립보통학교(4년제 2학급) 개교(설립인가 8월 10일)
- 1937년 4월 1일 6년제로 개편
- 1938년 4월 1일 왕궁공립심상소학교로 개칭[1]
- 1941년 4월 1일 왕궁공립국민학교로 개칭[2]
- 1949년 12월 31일 왕궁국민학교로 개칭[3]
- 1981년 3월 1일 병설유치원 개원
- 1996년 3월 1일 왕궁초등학교로 개칭[4]
- 2022년 9월 1일 제24대 박수영 교장 부임
- 2023년 1월 6일 제 97회 졸업식(총 8,316명)

## 학교 상징
- 우리 학교 꽃 - 철쭉 : 단풍과의 낙엽교목으로 목질이 단단하고 억세어 강인한 체력과 불같은 정열을 상징한다.
- 우리 학교 나무 - 은행나무(장부의 기상, 역사와 전통) : 고고한 기상을 지니며 건전한 신체와 강인한 정신으로 진리 탐구에 정진하여 사회에 쓸모있는 사람으로 성장함을 나타낸다.
- 우리 학교 새 - 까치(꿈과 희망) : 좋은 일이 있음을 알려주는 친근감있는 텃새로 사람을 가까이하며 학습이나 모방까지 잘하는 지능이 높은 새이다. 왕궁 어린이들의 장래가 밝음을 알려주는 새이다.

## 참고 자료
- 왕궁초등학교 - 한국교육학술정보원 학교알리미